# Francesco Illy (Unternehmer, 1892)

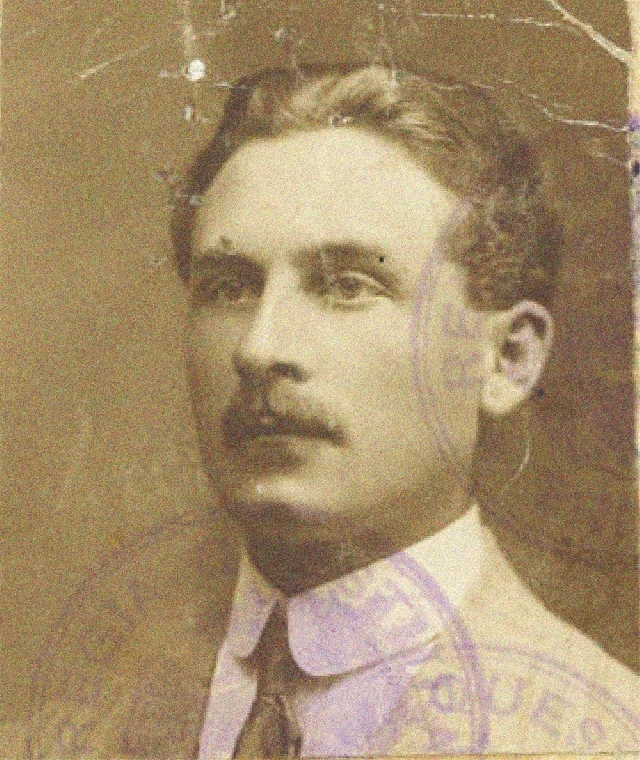
Ferenc Illy, 1920

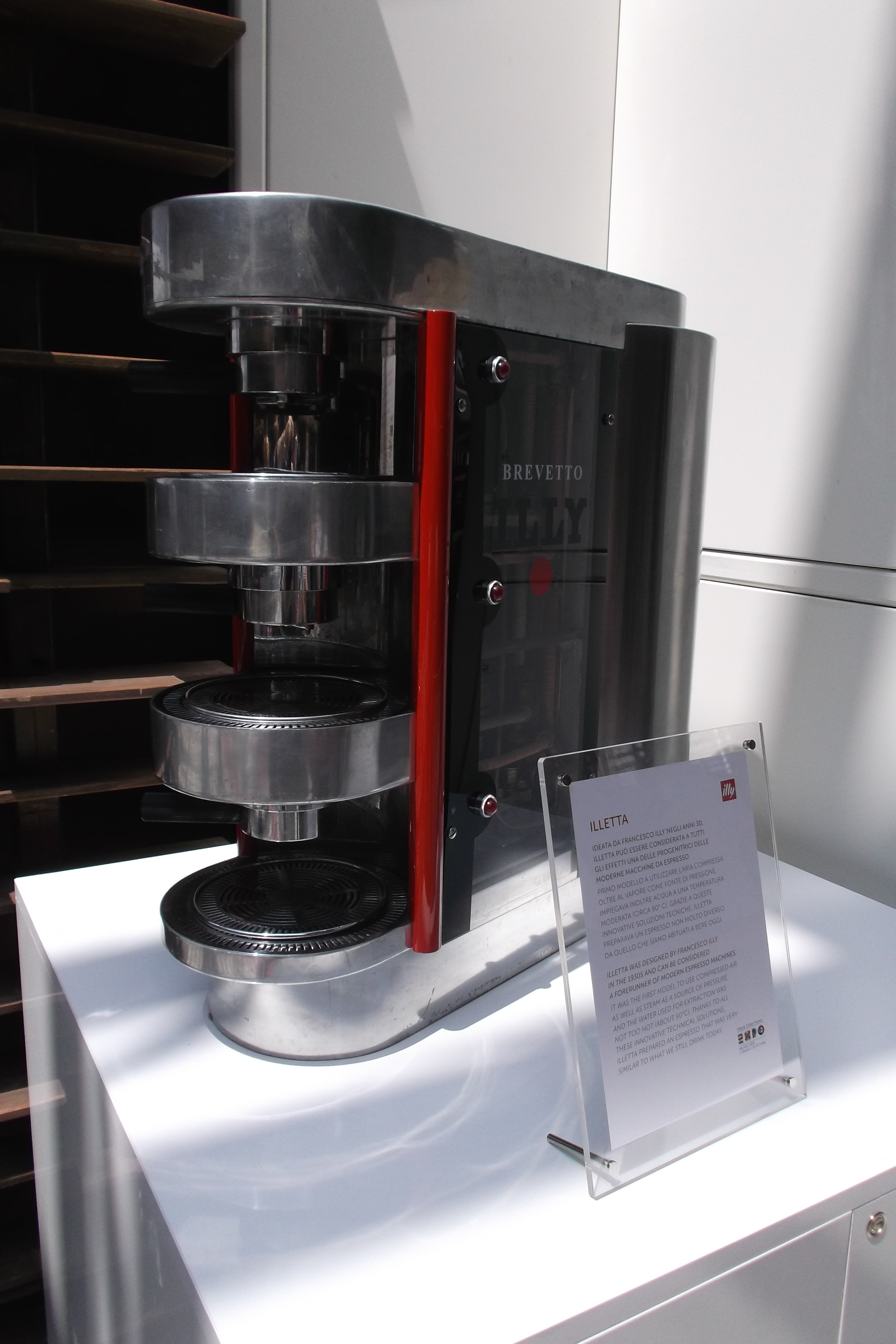
Nachbau der Illeta-Espresso-Maschine

Francesco Illy (* 7. Oktober 1892 als Ferenc Illy in Temesvár; † 1956 in Triest) war ein italienischer und österreichisch-ungarischer Unternehmer.: S. 74

## Leben
Francesco Illy gehört zur Volksgruppe der deutschstämmigen Banater Schwaben. Sein Vater war Ungar, seine Mutter Deutsche. Seine ganze Kindheit verbrachte er in seiner Geburtsstadt, die ihm drei Jahre nach seinem Tod die Ehrenbürgerschaft verlieh.
Nach seinem Studium der Wirtschaftswissenschaft in Temeswar, das er bereits mit 16 Jahren begann, ging er nach Wien, um dort für ein siebenbürgisches Unternehmen zu arbeiten. Nach 1918 ließ er sich in Triest nieder, wo bereits eine seiner Schwestern wohnte. Dort lernte er seine Frau Vittoria, genannt Doris, kennen und heiratete sie. Die geborene Johannesburgerin mit irischer Mutter und dem Vater aus Triest war Konzertpianistin und als Privatlehrerin bei Francescos Schwester angestellt. Die Hafenstadt mit ihrem kosmopolitischen und prosperierenden Milieu war ein wichtiger Stützpunkt für Handel und Wirtschaft. Francesco arbeitete zunächst im Gewürz- und Kakao-, später auch im Kaffeehandel.: S. 74, 
Zu seinen besonderen Errungenschaften gehört die Haltbarmachung von Röstkaffee. 1932 gelang ihm mit dem Überdruckverfahren dazu der entscheidende Produktionsschritt. Dazu füllte er den gerösteten Kaffee in Blechdosen, entzog diesen den Sauerstoff und ersetzte diesen durch Stickstoff. Dadurch behielten die Kaffeebohnen über lange Zeit ihr gewünschtes Aroma. 1934 meldete er für das Verfahren ein Patent an. Sein Prototyp eines Espresso-Automaten, die Illeta, entwickelte er in den Jahren 1934/35. Dieses Gerät überschritt die Brühtemperatur von 90 Grad Celsius nie, um unerwünschte Verbrennungen des Mahlgutes durch austretende Öle des Mahlgutes bei größerer Hitze zu vermeiden. Die Maschinen arbeiteten neben dem Brühdruck zusätzlich mit einem Druckluftsystem, das Dampfdruck erzeugte. Diese Technik konnte sich jedoch nicht durchsetzen.
1933 gründete er in einer 50/50-Partnerschaft zusammen mit Hermann Hausbrandt, dem Inhaber der Marke Hausbrandt, das Unternehmen Illycaffè.
Francescos Sohn Ernesto (1925–2008) übernahm nach seiner Eheschließung (1952) mit Anna Rossi und nach Francescos Tod in den frühen 1960er-Jahren die Leitung des Unternehmens, dem er bis 2005 vorstand.: S. 75 Dessen Sohn Francesco (geb. 1953) wiederum hat den Vornamen des Vaters bekommen und arbeitet in der dritten Generation der Familiendynastie, zu der noch eine Reihe weiterer Familienmitglieder gehören, unter anderem Riccardo Illy (geb. 1955), ab 1977 zunächst als kaufmännischer Leiter, danach als Geschäftsführer und schließlich bis heute als Vizepräsident, und Andrea Illy (geb. 1964), als Präsident.